# Fourneaux-le-Val
Fourneaux-le-Val è un comune francese di 179 abitanti situato nel dipartimento del Calvados nella regione della Normandia.

## Società

### Evoluzione demografica
Abitanti censiti